# Tylawa
Tylawa est une localité polonaise de la gmina de Dukla, située dans le powiat de Krosno en voïvodie des Basses-Carpates.
En 2021, la localité compte 375 habitants.